# Postita
La postita és un mineral de la classe dels òxids. Rep el nom en honor del Dr. Jeffrey E. Post (n. 1954), mineralogista i conservador de les col·leccions de minerals i gemmes de la Smithsonian Institution.

## Característiques
La postita és un òxid de fórmula química Mg(H₂O)₆Al₂(OH)₂(H₂O)₈(V10O28)·13H₂O. Va ser aprovada com a espècie vàlida per l'Associació Mineralògica Internacional l'any 2011, sent publicada per primera vegada un any després. Cristal·litza en el sistema ortoròmbic. La seva duresa a l'escala de Mohs és 2.
Les mostres que van servir per a determinar l'espècie, el que es coneix com a material tipus, es troben conservades a les col·leccions mineralògiques del Museu d'Història Natural del Comtat de Los Angeles, a Los Angeles (Califòrnia) amb els números de catàleg: 63564 i 63563.

## Formació i jaciments
Va ser descrita a partir de mostres recollides a dues mines del districte miner de La Sal, la comtat de San Juan (Utah, Estats Units): la mina Vanadium Queen i la mina Blue Cap. També ha estat descrita a la propera mina Black Hat, així com a la mina Packrat, al comtat de Mesa, Colorado, també als Estats Units. Aquests indrets són els únics de tot el planeta on ha estat descrita aquesta espècie mineral.